# Formations superficielles

Sur une carte géologique, les formations superficielles sont notées F (alluvions ou dépôts Fluviatiles), G (moraines ou dépôts Glaciaires), GL (dépôts Glacio-Lacustres), C (Colluvions), E (Éboulis) avec parfois un indice pour désigner leur âge relatif.

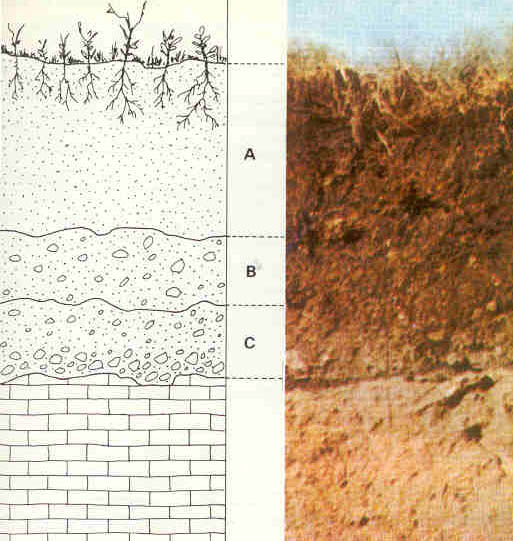
Exemple de profil de sol : A sol, B latérite ou régolithe; C saprolite, régolithe moins météorisé puis roche-mère.

Les formations superficielles, appelées aussi dépôts superficiels, sont des dépôts quaternaires essentiellement d'origine continentale, constitués « de sédiments et de roches exogènes (sédimentaires et résiduelles) et volcaniques, demeurées à l’interface lithosphère-atmosphère depuis leur mise en place sur les continents, avec ou sans relation génétique avec le substratum, mais étroitement associées à l’évolution du relief actuel dont ils sont l'expression lithologique ». Une définition extensive comprend des formations continentales plus anciennes qui « peuvent rester en place sur la roche-mère (formations autochtones), être déplacées sur de courtes distances (formations subautochtones), être remobilisées par les agents de la géodynamique de surface (gravité, glace, eau, vent) et secondairement déposées (formations allochtones), et être exceptionnellement enfouies ».
Ces formations correspondent à la partie supérieure de la lithosphère et couvrent la majeure partie des terres émergées, constituant une pellicule qui masque les affleurements. Variables dans leur nature lithologique, leur structure est généralement celle de roches détritiques meubles modifiées par les altérations. Les formations superficielles de type allochtone (formations fluviatiles, glaciaires, littorales, lacustres, éoliennes, telles que les alluvions, moraines, éboulis, formations organogènes, formations anthropiques subdivisées en deux grandes catégories, les remblais et les haldes), de type subautochtone (dépôts de versants, dont la dénomination générique habituelle est celle de colluvions, comprenant les heads) ou de type autochtone (altérites, latérites, argiles de décarbonatation, argiles à silex, dépôts sidérolithes, encroûtements...) présentent une grande variété qui reflète celle des environnements sédimentaires.
L'expression "formations superficielles" est utilisée par les géomorphologues et constitue un marqueur essentiel de la géomorphologie dynamique.
Les matériaux de la surface terrestre sont particulièrement différenciés et évoluent relativement vite à l'échelle des temps géologiques. Les dépôts superficiels nourrissent l'essentiel de la couverture végétale et sont concernés, au premier chef, par toutes les activités humaines (monde agricole et forestier en tant que support de formations pédologiques, les sols, mais aussi les activités de recherche d'eau et de ressources minérales, d'inventaire des aléas naturels, de potentiel géothermie basse énergie, de stockage de déchets, de grands travaux, etc.) qui se déroulent à leur contact direct.
La genèse de ces formations relève de phénomènes de fracturation des roches et de météorisation comme les altérations, arénisation, désagrégation, cryogenèse, etc.  associés aux phénomènes internes du globe comme la tectonique (séismes et volcanismes). Les produits de la météorisation sont des altérites, des clastites, des séismites, des volcanites, des organites, etc.

## Genèse des formations superficielles

### Fracturation
La fracturation dépend des qualités mécaniques des roches et des phénomènes internes du globe (Cf. failles, diaclases, décompression, etc.).

### Météorisation
L'ensemble des agents météoriques agissent sur les roches en affleurement : processus de météorisation.

#### Cryoclastie

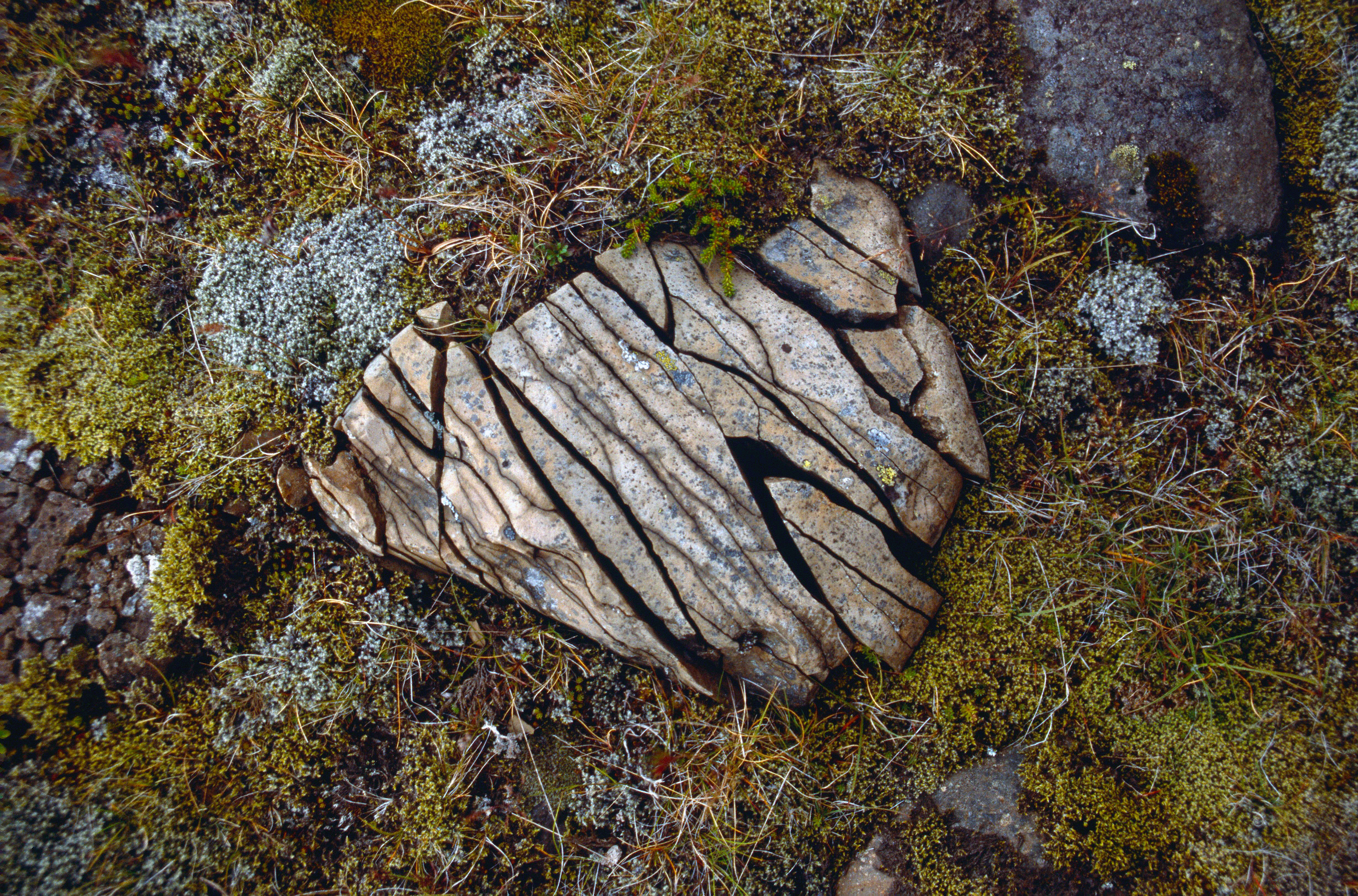
Roche fragmentée par cryoclastie en contexte périglaciaire (Islande)

La cryoclastie (du grec ancien κρύος / krúos, « froid » et κλάσις / klásis, « action de briser, de rompre ») ou gélifraction est un processus de désagrégation des roches en raison de cycles de gel et de dégel de l'eau.

#### Haloclastie

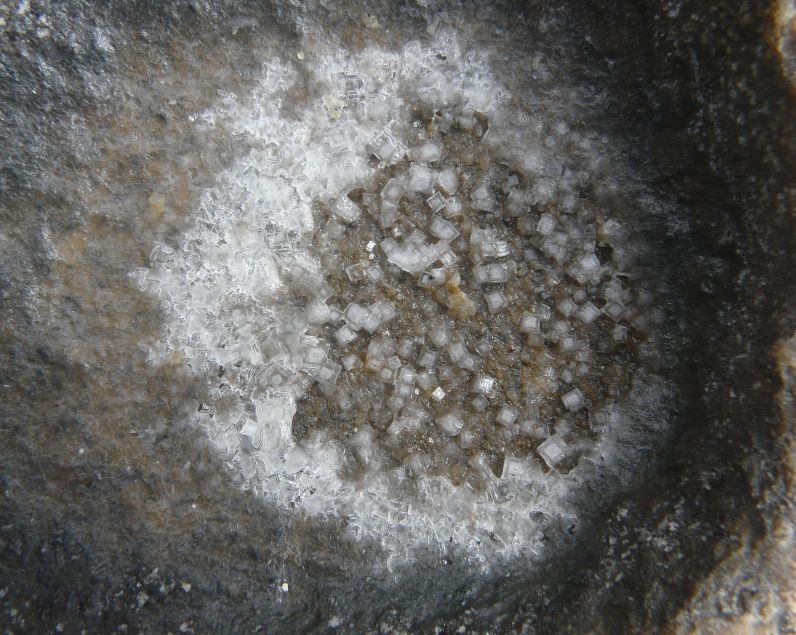
Vasque granitique du littoral corse (Campomoro-Senetosa) : cristallisation de sels

L'haloclastie est un processus de désagrégation de la roche, particulièrement efficace, lié à la cristallisation de solutions salines. ce phénomène s'observe majoritairement en milieux côtiers et désertiques. Les solutions salines pénètrent dans la roche via les fissures, diaclases, anfractuosités. L'évaporation de l'eau permet la cristallisation des sels et les cristaux exercent alors une pression forte sur les parois des pores et fissures de la roche entraînant la désolidarisation des assemblages minéraux. 
Les cycles d'humectation et de dessèchement entraînent une rupture mécanique de la roche, grain à grain (alvéolisation) ou par (desquamation). Des modelés particuliers sont associés à ce processus comme les  taffonis.

### Pédogenèse
La pédogenèse est relative à la construction et à l'évolution des sols.

## Classifications

### Formations superficielles autochtones
Lors de la tectogenese, il se produit les phénomènes de soulèvement ou d'affaissement.
Lorsqu'il y a affaissement, on se retrouve alors dans un relief dépressionnaire d'où se trouvent des formations superficielle conservées c'est-à-dire des formations superficielles qui se reposent sur la Roche mère ; Ce sont les formations superficielles autochtones.
Les formations superficielles autochtones sont des formations qui évoluent sur place, des formations qui évoluent à partir de la roche.Ils reposent sur la roche mère.
Ils peuvent devenir des sols si leur évolution se fait en présence des matières organiques et de l'activité des êtres vivants.
La roche sous-jacente c'est la roche mère.

### Formations superficielles allochtones
Lorsqu'il y a soulèvement lors de la tectogenese, on se retrouve alors dans un relief en saillie c'est-à-dire une pente.
Les formations superficielles allochtones s'y retrouvent. Ce sont des formations qui ne reposent plus sur la roche mère, des formations superficielles non conservées.
ces types de formation ont subi et subissent encore des déplacements plus ou moins lointains.
Ils ne sont pas des sols ce sont des sédiments tant que dure leur transit (au cours de leur déplacement) ; c'est le phénomène de morphogenèse. Ils peuvent devenir des sols si pedogeneisées après immobilisation et fixées par la végétation ; c'est le phénomène de pedogenése.
Dans ce cas la formation devient une roche mère pour ce sol.

## Techniques d'étude
L'étude des formations superficielles implique une cartographie détaillée, l'échatillonnage envue de pouvoir connaitre leurs caracteristiques physiques et chimiques.